# Thần đồng Đất Việt
Thần đồng Đất Việt là một bộ truyện tranh thiếu nhi Việt Nam do họa sĩ Lê Linh sáng tác và phát hành bởi công ty Phan Thị cùng với sự phối hợp của nhà xuất bản Trẻ. Bộ truyện diễn tả lại cuộc sống và những nét văn hoá của người Việt dưới thời phong kiến. Một phiên bản gameshow - lấy theo tên của bộ truyện, dành cho học sinh Tiểu học - từng được phát sóng trên kênh VTC1 năm 2006.

## Cốt truyện
Truyện lấy bối cảnh là thời Hậu Lê, nhưng những sự kiện xảy ra trong truyện không trùng lặp với những sự kiện xảy ra trên thực tế. Tuy vậy, hầu hết những sự kiện chính xảy ra trong Thần Đồng Đất Việt đều dựa trên những câu truyện, điển tích lịch sử có thật của Việt Nam. Tác phẩm này kể lại những câu chuyện về cuộc đời của Lê Tí, một Trạng nguyên của Đại Việt cùng với những người bạn thân của cậu là Sửu Ẹo, Dần Béo và Cả Mẹo. Sự ra đời của Trạng Tí cũng không bình thường. Kiếp trước cậu vốn là một bậc thần tiên có kiến thức uyên bác trên Thiên Đình, sau đó được đầu thai xuống trần gian để giúp đỡ Đại Việt. Mẹ của Tí là cô Hai Hậu, sau khi đi cày về mệt mỏi đã ngồi lên một hòn đá để nghỉ ngơi và có mang rồi sau đó sinh ra cậu.
Từ nhỏ, Tí đã thể hiện mình là một người con hiếu thảo, ham học và có trí thông minh hơn người. Ngay cả Đồ Kiết, thầy dạy của cậu cũng phải ngạc nhiên về kiến thức của cậu. Ở làng Phan Thị, với tài trí của mình, cậu cũng đã giúp mẹ, các bạn của mình và những người dân trong làng giải quyết nhiều vấn đề khó khăn. Vượt qua ba kì thi Hương, Hội, Đình một cách xuất sắc, cậu trở thành trạng nguyên nhỏ tuổi nhất của Đại Việt. Sau đó, cậu cũng được Đại Minh (Trung Quốc - Bắc quốc) công nhận là Lưỡng Quốc Trạng Nguyên.
Tí cùng Sửu, Dần và Cả Mẹo cũng đã có công lớn trong việc phò trợ vua Lê chống lại sự xâm lược của Bắc quốc và đối phó với các sứ thần mà nước này cử sang. Trong triều đình, cậu là một vị quan thanh liêm chính trực nên được công chúa Phương Thìn yêu mến, nhưng cũng chính vì vậy mà cậu luôn bị Tể Tướng Tào Hống và những người trong gia đình là hai đứa con ông coi là cái gai trong mắt và tìm mọi cách để hạ nhục cậu, tuy nhiên trong phần lớn các câu chuyện cậu là người chiến thắng. Cũng nhờ tài trí vượt bậc, Trạng Tí được vua tin tưởng giao trọng trách đi sứ Bắc Quốc nhiều lần. Ở đó, Tí cũng gặp phải nhiều khó khăn do vua Bắc Quốc và Thừa Tướng Vương Đại Gian tạo ra nhằm ám hại cậu và làm tổn hại uy tín Đại Việt, thậm chí có lần suýt chút nữa thì cậu thiệt mạng. Tuy đã ra làm quan nhưng đôi lúc cậu vẫn được vua cho phép về quê để chăm sóc mẹ và giúp đỡ dân làng. Và tất nhiên, tài trí và sự giúp đỡ nhiệt tình từ những người bạn tốt đã giúp ích cho người dân rất nhiều.

## Bối cảnh truyện

### Làng Phan Thị
Làng được đặt tên theo công ty phát triển bộ truyện Thần Đồng Đất Việt, công ty Phan Thị. Nơi đây là nơi mà hầu hết các nhân vật chính trong câu chuyện được sinh ra hoặc đang sinh sống. Những bối cảnh thường thấy trong làng này như nhà Bá Hộ Mão, nhà Trạng Tí, chợ làng, đình làng, lớp học Đồ Kiết, quán ăn Tám Tiền...

### Kinh thành Thăng Long
Bối cảnh này xuất hiện lần đầu tiên trong tập truyện 25: Náo loạn Kinh Thành. Sau này, khi trạng Tí làm quan trong triều, bối cảnh này được sử dụng ngày một nhiều, đặc biệt là cảnh trong Hoàng thành, nơi vua và các quan lại họp triều và đón tiếp sứ giả.

### Bắc quốc cùng kinh thành Đại Đô
Bối cảnh được sử dụng lần đầu trong tập 49: Tung hoành đất Bắc. Bối cảnh này được tiếp tục dùng nhiều lần khi nhóm Trạng Tí sang Bắc Quốc làm sứ giả Đại Việt cũng như những lúc vua Bắc Quốc và thừa tướng Vương Đại Gian tìm cách xâm chiếm Đại Việt.

### Làng Đỗ Thị
Là một ngôi làng nằm cạnh làng Phan Thị. Là "Kẻ thù, đối thủ" không đội trời chung với làng Phan Thị (vì người dân ở ngôi làng này với người dân ở làng Phan Thị vốn không ưa thích và rất thù ghét nhau). Người dân sống ở nơi đây thường xuyên hay gây hấn, sinh sự và kiếm chuyện với làng Phan Thị, nhưng cuối cùng lại thường hay bị Trạng Tí & những người bạn ra tay trừng trị thích đáng. Được xuất hiện đầu tiên ở tập 42: Ngôi làng xấu tính.

### Câu lạc bộ Trạng và Bạn
Mỗi kì truyện được phát hành đều có một nội dung đi kèm ở cuối truyện, nhằm mục đích bổ trợ thông tin liên quan đến tập truyện và kết nối độc giả mang tên Câu lạc bộ Trạng và Bạn. Mở đầu sẽ là tiểu sử nhân vật và tóm lược các sự kiện mà tập truyện đó sử dụng làm cốt truyện. Bên cạnh đó là các trò chơi nhỏ như ô chữ, vẽ tranh, giải đố,... dựa vào các kiến thức được trang bị trong mỗi tập truyện. Các độc giả tham gia cuộc thi này có thể giành được các giải thưởng từ công ty Phan Thị và những độc giả xuất sắc nhất được vinh danh bảng vàng tương tự như các bậc nho sĩ thời xưa.

## Tranh cãi về tác quyền
Sau tập 78 họa sĩ Lê Linh ngừng sáng tác truyện Thần đồng đất Việt nhưng Phan Thị vẫn tiếp sáng tác bộ truyện cho đến tập 228 phát hành tháng 7 năm 2019 cũng như cho ra mắt các ấn phẩm chuyển thể như Thần đồng Đất Việt Khoa Học, Thần đồng Đất Việt Mỹ thuật và Thần đồng Đất Việt Toán Học và Thần Đồng Đất Việt Hoàng Sa-Trường Sa. Đến tháng 4 năm 2007, họa sĩ Lê Linh kiện Công ty Phan Thị và bà Phan Thị Mỹ Hạnh (Giám đốc Công ty) yêu cầu công nhận ông là tác giả duy nhất của 4 hình tượng nhân vật chứ không phải đồng tác giả với bà Phan Thị Mỹ Hạnh, đồng thời yêu cầu Công ty Phan Thị không tiếp tục sáng tác bộ truyện tranh này. Tại phiên tòa xét xử tác giả nhân vật Trạng Tí, Sửu Ẹo, Dần Béo và Cả Mẹo trong bộ truyện ngày 3 tháng 9 năm 2019, họa sĩ Lê Linh được tuyên bố là tác giả duy nhất các hình tượng nhân vật trên và yêu cầu chấm dứt việc sử dụng và tạo ra các sản phẩm có sử dụng những nhân vật trên. HĐXX cũng buộc Công ty Phan Thị công khai xin lỗi ông Lê Linh trên báo Thanh Niên, báo Tuổi Trẻ trong 3 kỳ liên tiếp. Đồng thời, buộc Công ty Phan Thị thanh toán chi phí luật sư cho nguyên đơn.

### Trạng Tí phiêu lưu ký
Nhà sản xuất Ngô Thanh Vân (Studio68) cho biết dự án được lên ý tưởng từ năm 2016. Khi đó, cô đã gặp công ty Phan Thị - đơn vị phát hành truyện tranh, để bàn về việc mua bản quyền. Quá trình đàm phán kéo dài từ năm 2016 đến năm 2018 thì đi đến thỏa thuận cho phép Ngô Thanh Vân mua bản quyền 5 tập truyện từ Phan Thị để làm phim. Cô cho rằng quá trình này "không có gì sai về mặt luật pháp nên hai bên đã ký hợp đồng với nhau". Lúc đó, nhà sản xuất không biết về tranh chấp giữa công ty Phan Thị và tác giả Lê Linh. Tháng 12-2019, tòa phán xử họa sĩ Lê Linh thắng kiện. Khi thấy mọi việc đã rõ ràng, Ngô Thanh Vân đã gặp họa sĩ để nói chuyện và giải quyết và bốn lần đề nghị họa sĩ Lê Linh tham gia dự án, nhưng đều bị từ chối. Phía Studio68 cho biết, sau khi trao đổi, họa sĩ Lê Linh vẫn giữ quan điểm từ chối các quyền lợi do nhà sản xuất đưa ra. Tối ngày 22 tháng 12 năm 2020, Ngô Thanh Vân lên tiếng bảo vệ tính hợp pháp của bộ phim.

## Đánh giá và ảnh hưởng
Là sản phẩm của một công ty tin học tư nhân, nhưng Thần đồng Đất Việt đã nhanh chóng độc chiếm thị trường tranh truyện nội địa. Số lượng phát hành của truyện hiện nay lên đến 20000 bản/tập. Nó đã trở thành một "hiện tượng" trong đời sống văn hóa VN và đã được một số Nhà xuất bản của Hoa Kỳ để mắt.
Tuy nhiên một số ý kiến lại đánh giá không cao tác phẩm này. Nhà văn Bùi Chí Linh nhận xét: "Thần đồng đất Việt có một số điểm yếu như ngôn ngữ rời rạc, cụt lủn, khá nhiều tiếng lóng, hình vẽ méo mó... Còn Phan Thị thực chất chỉ là một nhóm tư nhân giỏi làm kinh tế". Một số ý kiến khác chỉ trích về khả năng gắn kết sự kiện lịch sử với nội dung của tác phẩm.
Trước các ý kiến này, bà Phan Thị Mỹ Hạnh, giám đốc công ty Phan Thị giải thích: "những tiếng "ầm", "bốp", "binh", "rắc"... có thể khiến người lớn tuổi nếu đọc thoáng qua thì có cảm giác bạo lực" nhưng thực chất các cảnh ẩu đả chỉ nhằm tăng kịch tính cho bộ truyện và chúng "đã được cách điệu bằng các yếu tố hài hước, dí dỏm". Bà cũng cho rằng có nhiều bộ truyện được thực hiện rất công phu và được nhiều giải thưởng lớn "nhưng sách in ra thì bị xếp xó trong kho hoặc bám bụi trong thư viện", còn Thần Đồng Đất Việt, tác phẩm đầu tay của những người không qua trường lớp đào tạo nào, lại nhận được sự đón nhận đông đảo của các độc giả nhỏ tuổi và các bậc phụ huynh. Bà cũng kêu gọi "lớp họa sĩ đi trước và một số độc giả hãy bớt "khó tính" đối với tác phẩm.
Truyện tranh Thần Đồng Đất Việt đã có 5 Nhà xuất bản tại Hoa Kỳ để mắt: Scholastics Inc, Marvel Enterprises Inc, DC Comics Publisher, Dreamwave Production và Dark Horse Comics Inc; vì vậy công ty Phan Thị đã tổ chức cuộc thi chuyển ngữ bộ truyện tranh này và trong tương lai Thần Đồng Đất Việt sẽ được xuất bản tại nước ngoài. Có điều, khi đi vào triển khai thì gặp rất nhiều khó khăn, một nguyên nhân là do sách truyện Việt Nam lúc đó chưa có mã số ISBN. Tuy vậy, sau đó Cục trưởng Cục Xuất bản Nguyễn Kiểm ký hợp đồng với Tổ chức ISBN để cấp mã số ISBN cho sách Việt.